# Bisdom Gumaca
Het bisdom Gumaca (Latijn: Dioecesis Gumacana) is een rooms-katholiek bisdom met als zetel Gumaca, op de Filipijnen. Het bisdom is suffragaan aan het aartsbisdom Lipa. 

## Geschiedenis
Het bisdom werd opgericht op 9 april 1984, uit delen van het bisdom Lucena. 

## Parochies
Het bisdom had in 2021 een oppervlakte van 3.666 km2 en telde 1.041.646 inwoners waarvan 86,0% rooms-katholiek was.

## Bisschoppen
- Emilio Zurbano Marquez (15 december 1984 - 4 mei 2002)
- Buenaventura Malayo Famadico (11 juni 2003 - 25 januari 2013)
- Victor de la Cruz Ocampo (12 juni 2015 - 16 maart 2023)
  - Ramón D. Uriarte (administrator: 27 maart 2023 - 4 januari 2025)
- Euginius Longakit Cañete (30 september 2024 - heden)

## Galerij van afbeeldingen

Wapen van het bisdom

Lipa (aartsbisdom) · Boac · Gumaca · Infanta (territoriale prelatuur) · Lucena